# Флај
Флај (енгл. Fly) река је на острву Нова Гвинеја, која протиче кроз Папуа Нову Гвинеју и Индонезију. Тече у дужини од око 1.050 km, а њен слив обухвата површину од 64.400 km². Извире на Стар планинама, а улива се у Корално море, правећи естуарско ушће. Пловна је у дужини од око 300 km, док јој је проток 4.450 m³/s.